# Marcel Laurent (cyclisme)
Pour les articles homonymes, voir Marcel Laurent.
Marcel Laurent, né le 6 juin 1913 à Lapoutroie (Alsace) et mort le 7 août 1994 à Chailly-en-Bière, est un coureur cycliste français.
Double vainqueur de Bordeaux-Paris en 1938 et 1939, sa carrière est interrompue par la Seconde Guerre mondiale. Marcel Laurent s'est reconverti dans le commerce de détail d'articles de sport puis d'électroménager et de meubles à Alfortville.
Il a été décoré de la Légion d'honneur par le président de la République française François Mitterrand en 1987.

## Palmarès
- 1934[2]
  - Paris-Moret
  - Paris-Montereau
  - Grand Prix des Cycles Hubert Thibeaux
- 1935
  - Grand Prix d'Audincourt[2]
- 1936
  - Circuit de la Beauce :
    - Classement général
    - 1re étape[2]
- 1937
  - Paris-Contres
  - 4e étape a du GP Wolber indépendants
  - 1re étape du Circuit de la Somme[2]
  - 2e de Paris-Sedan
  - 2e du Circuit de la Somme[2]
  - 3e du GP Wolber indépendants
- 1938
  - Bordeaux-Paris
  - 3e du championnat de France sur route
- 1939
  - Bordeaux-Paris
  - 2e du Critérium national
- 1941
  - 3e de Paris-Nantes
- 1942
  - Grand Prix d'Espéraza
  - 3e du Critérium national

## Résultats sur les grands tours

### Tour de France
2 participations 
- 1937 : 13e
- 1938 : abandon à la 14e étape